# Odontoma
Odontoma é um tipo de lesão odontogênica mista composta por tecido de origem epitelial e mesenquimal, com presença de tecido mineralizado. Embora tradicionalmente seja considerado um tumor odontogênico, a última classificação das lesões odontogênicas da OMS o classifica como um hamartoma (má formação tecidual), com possível heterogeneidade dentre os odontomas: algumas das lesões, de caráter localmente agressivo, tamanho exuberante e recidivantes podem ser consideradas neoplásicas por seu comportamento.
Não deve ser confundido com odontoma dilatado, que é um dens in dente (uma anomalia do desenvolvimento dentário) com acentuada invaginação.

## Sinais e sintomas
Odontomas tendem a ser frequentemente assintomáticos, e encontrados acidentalmente em exames de rotina. Sinais clínicos podem ser atraso na erupção ou erupção ectópica de um dente permanente, ou retenção prolongada de um dente decíduo. Em alguns casos, pode haver infecção secundária associada ao hamartoma, e linfadenopatia.
Raramente pode haver a erupção espontânea do odontoma, expondo a lesão à cavidade oral. Nesses casos, há presença de dor, inflamação localizada, ou até mesmo infecção com presença de abscesso.
São divididos em dois tipos, a partir de características radiográficas e histológicas: composto, e complexo.

## Aspectos radiográficos e histológicos

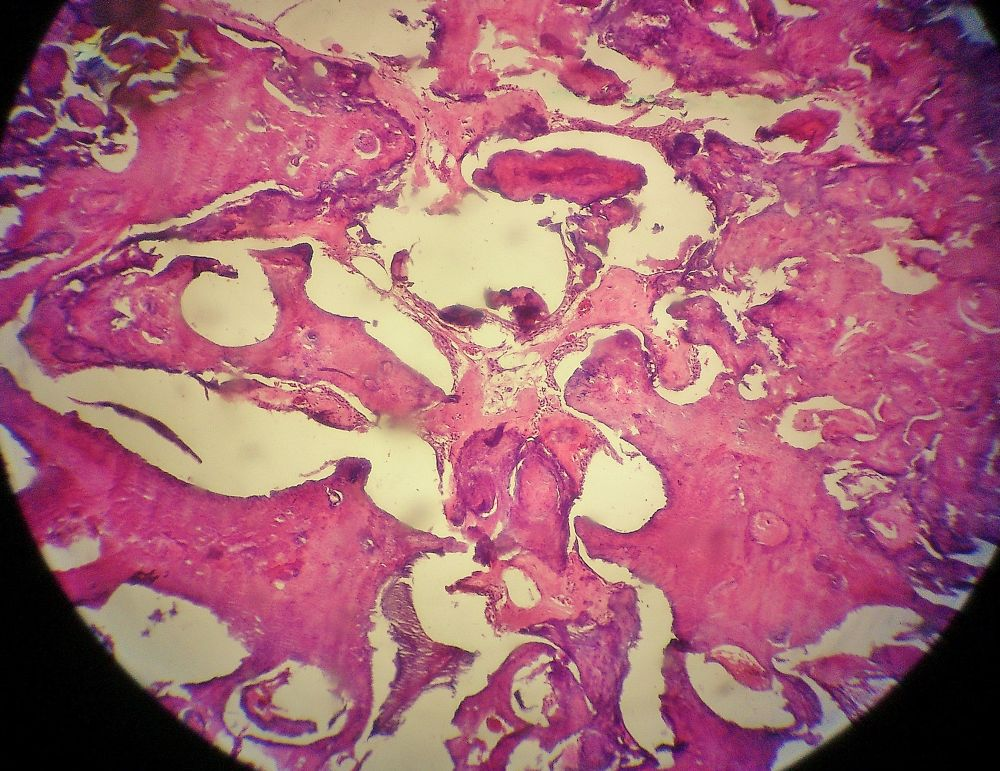
Odontoma. Microscopia com coloração em HE. Observa-se presença de tecido mineralizado.

Radiograficamente, os dois tipos possuem características distintas:
- Odontoma composto é caracterizado pela aparência que se assemelha a dentículos (estruturas semelhantes aos dentes) de forma e tamanho variáveis, sendo envoltos por um halo radiolúcido.[4] Essa imagem radiográfica é considerada patognomônica do odontoma composto, fazendo com que o diagnóstico seja clínico e radiográfico.[4]
- Odontoma complexo mostra-se como uma lesão de radiopacidade variável, a depender do estágio de maturação, com radiopacidade semelhante ao dente e estando circundado por um halo radiolúcido.[4] Em casos de um odontoma complexo maduro, a calcificação do hamartoma ocorre, fazendo com que seu aspecto radiográfico seja semelhante ao osteoma ou outras lesões fibro-ósseas.[3]

Os odontomas são frequentemente associados a dentes inclusos.
Histologicamente, os tipos composto e complexo também apresentam características diferentes.
- O odontoma composto possui tecidos dentários (esmalte, dentina, polpa e cemento) bem diferenciados dentre um estroma de tecido conjuntivo fibroso, circundados por uma cápsula fibrosa.[3] Pode assumir aparência de dentículos, com formação de pequenos dentes disformes, ou aparência lobulada, em que não há demarcação de tecidos tão forte.[3][4]
- O odontoma complexo é uma mistura de tecidos dentários moles e duros, sem organização ou morfologia que remeta a dentes.[3][4] Além disso, pode haver presença de células fantasmas no odontoma complexo: elas podem representar remanescentes do epitélio odontogênico que sofreu queratinização e subsequente morte celular devido à anoxia local. .[4]

Anteriormente, a classificação de lesões odontogênicas da OMS trazia outras entidades separadas nos tumores odontogênicos mistos, o fibrodentinoma ameloblástico (quando há formação de matriz dentinoide) e fibro-odontoma ameloblástico (quando há formação de matriz de esmalte e dentina). O fibrodentinoma ameloblástico e o fibro-odontoma ameloblástico eram subtipos do fibroma ameloblástico, uma neoplasia odontogênica verdadeira, mas na atual classificação de 2022, foram extintos porque, a partir do momento em que há formação de tecido mineralizado, há evidências de que ambas as lesões irão progredir e se transformarem em odontomas. Nomeia-se, atualmente, o fibrodentinoma ameloblástico e fibro-odontoma ameloblástico como odontomas, e sabe-se que essas duas formas são mais agressivas e propensas a crescimento exuberante e recidiva, caracterizando um comportamento verdadeiramente neoplásico. Por isso, a OMS aconselha mais estudos para determinar a verdadeira natureza dos odontomas, se são hamartomas ou neoplasias.

## Causas
A etiologia dos odontomas é desconhecida. A teoria mais aceita relaciona-os a traumas, infecção ou inflamação no local da formação, e anomalias hereditárias.
Das anomalias hereditárias, pode-se citar como fatores predisponentes:
- Síndrome de Gardener;
- Síndrome de Hermanns;
- Hiperatividade odontoblástica;
- Ativação atípica de odontoblastos maduros e restos da lâmina dentária (restos epiteliais de Serres).

## Epidemiologia
Os odontomas são o tumor odontogênico mais comum, com incidência variando entre 22 a 67%. Apesar de poderem ser diagnosticados em qualquer fase da vida, são mais frequentes na adolescência, com idade média ao diagnóstico de 14,8 anos. Possuem ligeira predileção por homens (59%). O tipo complexo é mais comum na mandíbula posterior, em região de molares, enquanto o tipo composto é mais comum na maxila anterior, especialmente caninos.

## Diagnóstico
O diagnóstico é frequentemente clínico e radiográfico, mas pode-se realizar o exame anatomopatológico para confirmar a hipótese.
Diagnósticos diferenciais incluem:
- Fibroma ossificante;
- Ameloblastoma;
- Fibroma ameloblástico;
- Osteoma;
- Displasia fibro-óssea.

## Prognóstico e tratamento
O tratamento para os odontomas é sua total ressecção cirúrgica, com prognóstico bastante favorável, sendo raros os casos de recidiva. A remoção cirúrgica total pode ser conservadora, mas deve ser realizada para evitar complicações como a formação de um cisto dentígero a partir do odontoma.
Quando ocorre retenção dentária causada pela lesão, a trajetória de erupção deve ser avaliada para verificar a necessidade de tratamento ortodôntico do dente impactado, avaliando caso a caso.